# Henkel
Henkel AG & Co. KGaA – niemiecki koncern chemiczny, z główną siedzibą w Düsseldorfie. Specjalizuje się w produkcji środków pomocniczych i higienicznych do domowego i przemysłowego użytku.
Przedsiębiorstwo jest jednym z największych światowych producentów środków piorących i czyszczących, kosmetyków pielęgnacyjnych i zapachowych, klejów konsumenckich i chemii budowlanej oraz technologii i usług przemysłowych. Obecnie działa w ponad 125 krajach świata i zatrudnia ponad 50 tysięcy pracowników.

## Historia
Koncernowi Henkel początek dało rodzinne niemieckie przedsiębiorstwo założone w Düsseldorfie, w 1876 roku.
Podczas II wojny światowej Henkel korzystał z pracy robotników przymusowych.

## Henkel w Polsce

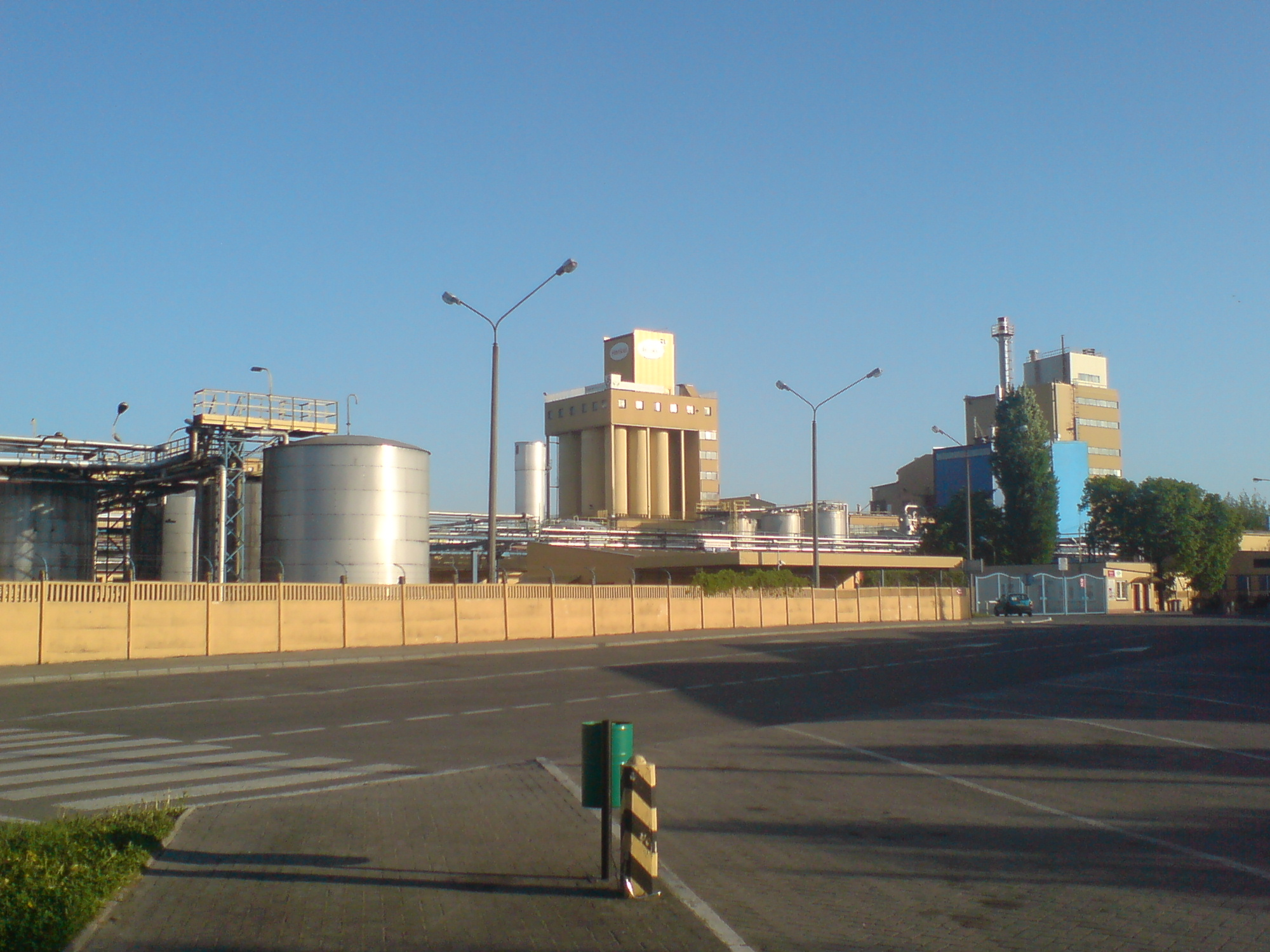
Fabryka Henkela w Raciborzu

Fabryka przedsiębiorstwa Henkel w Polsce znajduje się w Raciborzu.